# Cantonul Le Mée-sur-Seine
Cantonul Le Mée-sur-Seine este un canton din arondismentul Melun, departamentul Seine-et-Marne, regiunea Île-de-France, Franța.

## Comune
- Le Mée-sur-Seine, 21 217 locuitori (reședință)
- Cesson, 7 699 locuitori
- Vert-Saint-Denis, 7 493 locuitori
- Boissise-la-Bertrand, 889 locuitori
- Boissettes, 427 locuitori